# Вознесенская горка
Вознесе́нская го́рка — историческое место Екатеринбурга, представляющее собой возвышенность в центре города. Названо по имени Вознесенской церкви, расположенной в верхней точке холма.

## География
Горка расположена в левобережной части Екатеринбурга, имеет высоту 270 м над уровнем моря. Геологически сложена габбро и перидотитами, окруженными сланцами, порфиритами и их туфами. Площадь на вершине горы носила название Вознесенской, в советские годы была переименована в площадь Народной мести, позднее — в Комсомольскую. На площади был установлен монумент Уральскому Комсомолу.
Возвышенность имеет крутой западный склон со стороны городского пруда. В верхней части западный склон пересекает улица Карла Либкнехта (бывший Вознесенский проспект), с юга возвышенность ограничена улицей Первомайской.

## История
В 1824 году склоны Вознесенской горки исследовались на предмет наличия в грунтах россыпного золота. Поиск вели визуально, шурфы делали беспорядочно, пытаясь найти жилы. В итоге гора была изрыта искателями и была похожа на пчелиные соты. В итоге в 37 заложенных шурфах были обнаружены только следы золота.

## Достопримечательности
Горка и площадь на её вершине именуются Вознесенскими в честь находящегося на ней Храма Вознесения Господня — старейшего из сохранившихся в городе. Основной двухэтажный корпус был завершён к 1818 году, но окончательный вид он принял только в конце XIX века. В советские годы здание храма занимал областной краеведческий музей, с 1990 года оно возвращено Екатеринбургской епархии. В 1998 году в храме прошёл обряд отпевания останков царской семьи перед их отправлением для захоронения в Петропавловском соборе Санкт-Петербурга.
На Вознесенской горке располагался также загородный дом В. Н. Татищева в период его службы в Екатеринбурге в 1734—1737 годах, усадьба Турчаниновых — Соломирских. На западном склоне находился дом Ипатьева, в котором была расстреляна царская семья. На месте Ипатьевского дома ныне расположен Храм на Крови.
На северном склоне Вознесенской горки расположена Усадьба Расторгуевых — Харитоновых — памятник архитектуры XVIII века. Купец Л. И. Расторгуев умер до окончания строительства, и дом перешёл к его зятю П. Я. Харитонову. После революции в здании размещался Урало-Сибирский коммунистический университет, а с 1937 года, после капитального ремонта, его отдали под Дворец пионеров. К усадьбе примыкает обширный Харитоновский сад, заложенный в 1826 году. В парке есть искусственное озеро с насыпным островком и круглой беседкой-ротондой. Под парком проходят старые подземные ходы, один из которых обнаружили после обвала в 1924 года. По легендам, старовер Расторгуев, опасаясь гонений, проложил из дома ходы через парк, под Вознесенской площадью до городского пруда. По другим легендам, эти ходы — остатки тайных штолен, где Расторгуев добывал золото.
У подножия западного склона находится киноконцертный театр «Космос».
В 2014 году на площадке перед Театром юного зрителя у подножия северного склона был открыт памятник в виде объёмного бронзового макета территории Вознесенской горки 1936 года. Площадь макета составляет 4 м², на каждой из 4-х вертикальных сторон изображена карта Екатеринбурга разных лет.

## Галерея
- Вид с Вознесенской церкви, около 1900 года, фото В. Л. Метенкова
- Вид с высоты
- Современный ансамбль на горе
- Памятник Комсомолу Урала на фоне Вознесенской церкви
- Ул. К. Либкнехта в сторону горки
- Модель Вознесенской горки около ТЮЗа
- Вид со смотровой площадки Высоцкого